# یک افسر و یک جنتل‌من
یک افسر و یک جنتل‌من (انگلیسی: An Officer and a Gentleman) فیلمی در ژانر رمانتیک و درام به کارگردانی تیلور هاکفورد است که در سال ۱۹۸۲ منتشر شد.
دبرا وینگر موفق شد برای بازی در این فیلم برای دریافتِ جایزه اسکار بهترین بازیگر نقش اول زن نامزد شود.

## بازیگران
- ریچارد گی‌یر
- دبرا وینگر
- لوئیس گوست، جونیور
- دیوید کیت
- لیسا بلونت
- رابرت لوجا
- آنتونی پلنا
- هارولد سیلوستر
- دیوید کاروسو
- گریس زابریسکی
- اد بیگلی .جی آر
- ویکتور فرنچ